# Luciliocline longifolia
Luciliocline longifolia là một loài thực vật có hoa trong họ Cúc. Loài này được (Cuatrec. & Aristeg.) M.O.Dillon & Sagást. mô tả khoa học đầu tiên năm 2003.